# Selección de fútbol sala de Turkmenistán
La Selección de fútbol sala de Turkmenistán es el equipo que representa al país en el Mundial de Fútbol Sala, en el Campeonato Asiático de Futsal y en otros torneos de la especialidad; y es controlado por la Federación de Fútbol de Turkmenistán.

## Estadísticas

### Copa Mundial de Futsal FIFA
| Copa Mundial de fútbol sala de la FIFA | Copa Mundial de fútbol sala de la FIFA | Copa Mundial de fútbol sala de la FIFA | Copa Mundial de fútbol sala de la FIFA | Copa Mundial de fútbol sala de la FIFA | Copa Mundial de fútbol sala de la FIFA | Copa Mundial de fútbol sala de la FIFA | Copa Mundial de fútbol sala de la FIFA |
| Año                                    | Ronda                                  | J                                      | G                                      | E                                      | P                                      | GF                                     | GC                                     |
| -------------------------------------- | -------------------------------------- | -------------------------------------- | -------------------------------------- | -------------------------------------- | -------------------------------------- | -------------------------------------- | -------------------------------------- |
| 1992 – 2004                            | No participó                           | No participó                           | No participó                           | No participó                           | No participó                           | No participó                           | No participó                           |
| 2008 – 2024                            | No clasificó                           | No clasificó                           | No clasificó                           | No clasificó                           | No clasificó                           | No clasificó                           | No clasificó                           |
| Total                                  | 0/10                                   | -                                      | -                                      | -                                      | -                                      | -                                      | -                                      |

### Copa Asiática de Futsal de la AFC
| Copa Asiática de Futsal de la AFC | Copa Asiática de Futsal de la AFC | Copa Asiática de Futsal de la AFC | Copa Asiática de Futsal de la AFC | Copa Asiática de Futsal de la AFC | Copa Asiática de Futsal de la AFC | Copa Asiática de Futsal de la AFC | Copa Asiática de Futsal de la AFC |
| Año                               | Ronda                             | J                                 | G                                 | E                                 | P                                 | GF                                | GC                                |
| --------------------------------- | --------------------------------- | --------------------------------- | --------------------------------- | --------------------------------- | --------------------------------- | --------------------------------- | --------------------------------- |
| 1999 - 2001                       | No participó                      | No participó                      | No participó                      | No participó                      | No participó                      | No participó                      | No participó                      |
| 2002                              | Se retiró                         | Se retiró                         | Se retiró                         | Se retiró                         | Se retiró                         | Se retiró                         | Se retiró                         |
| 2003                              | Se retiró                         | Se retiró                         | Se retiró                         | Se retiró                         | Se retiró                         | Se retiró                         | Se retiró                         |
| 2004                              | No participó                      | No participó                      | No participó                      | No participó                      | No participó                      | No participó                      | No participó                      |
| 2005                              | Primera ronda                     | 6                                 | 3                                 | 0                                 | 3                                 | 28                                | 53                                |
| 2006                              | Fase de grupos                    | 3                                 | 1                                 | 0                                 | 2                                 | 11                                | 25                                |
| 2007                              | Fase de grupos                    | 3                                 | 1                                 | 0                                 | 2                                 | 4                                 | 12                                |
| 2008                              | Fase de grupos                    | 3                                 | 1                                 | 0                                 | 2                                 | 8                                 | 9                                 |
| 2010                              | Fase de grupos                    | 3                                 | 0                                 | 0                                 | 3                                 | 7                                 | 12                                |
| 2012                              | Fase de grupos                    | 3                                 | 0                                 | 0                                 | 3                                 | 3                                 | 10                                |
| 2014                              | No clasificó                      | No clasificó                      | No clasificó                      | No clasificó                      | No clasificó                      | No clasificó                      | No clasificó                      |
| 2016                              | No clasificó                      | No clasificó                      | No clasificó                      | No clasificó                      | No clasificó                      | No clasificó                      | No clasificó                      |
| 2018                              | No clasificó                      | No clasificó                      | No clasificó                      | No clasificó                      | No clasificó                      | No clasificó                      | No clasificó                      |
| 2022                              | Fase de grupos                    | 3                                 | 0                                 | 1                                 | 2                                 | 9                                 | 20                                |
| 2024                              | Se retiró                         | Se retiró                         | Se retiró                         | Se retiró                         | Se retiró                         | Se retiró                         | Se retiró                         |
| Total                             | 7/17                              | 24                                | 6                                 | 1                                 | 17                                | 70                                | 131                               |

### Juegos Asiáticos Bajo Techo
| Juegos Asiáticos Bajo Techo | Juegos Asiáticos Bajo Techo | Juegos Asiáticos Bajo Techo | Juegos Asiáticos Bajo Techo | Juegos Asiáticos Bajo Techo | Juegos Asiáticos Bajo Techo | Juegos Asiáticos Bajo Techo | Juegos Asiáticos Bajo Techo | Juegos Asiáticos Bajo Techo |
| Año                         | Ronda                       | J                           | G                           | E                           | P                           | GF                          | GC                          | DIF                         |
| --------------------------- | --------------------------- | --------------------------- | --------------------------- | --------------------------- | --------------------------- | --------------------------- | --------------------------- | --------------------------- |
| 2005                        | No participó                | No participó                | No participó                | No participó                | No participó                | No participó                | No participó                | No participó                |
| 2007                        | No participó                | No participó                | No participó                | No participó                | No participó                | No participó                | No participó                | No participó                |
| 2009                        | Cuarto lugar                | 4                           | 1                           | 1                           | 2                           | 8                           | 23                          | -15                         |
| 2013                        | Fase de grupos              | 2                           | 1                           | 0                           | 1                           | 6                           | 4                           | +2                          |
| 2017                        | Cuartos de final            | 5                           | 3                           | 1                           | 1                           | 21                          | 10                          | +11                         |
| Total                       | 3/5                         | 11                          | 5                           | 2                           | 4                           | 35                          | 37                          | -2                          |